# 국제김일성상
국제김일성상(國際金日成賞)은 조선민주주의인민공화국의 상으로, 국제김일성상 재단이사회에서 수여하며 1993년 4월 김일성 국가주석의 탄생 80돌을 기하여 창설되었다. 김일성 훈장과 같이 김일성 국가 주석의 이름을 딴 상이며, 최고인민회의 상임위원회 정령 제1358호로 지정되었다. 수여 자격은 조선민주주의인민공화국 사람 외에도 외국의 인사들에게도 수여된다.
수상자에게는 상장 증서와 금메달이 수여된다. 역대 수여받은 시인, 작가 등에게는 김일성상 계관 시인, 작가 등의 호칭이 붙으며 일반인은 김일성상 계관자라고 부른다.

## 같이 보기
- 김일성 훈장
- 로력영웅
- 노벨상
- 국기훈장